# Région du Chūbu
La région du Chūbu (中部地方, Chūbu-chihō) est la partie centrale de Honshū, l'île principale du Japon.

## Divisions
Située entre la région du Kantō, à l'est, et la région du Kansai, à l'ouest, elle est constituée de neuf préfectures :
- la préfecture d'Aichi ;
- la préfecture de Fukui ;
- la préfecture de Gifu ;
- la préfecture d'Ishikawa ;
- la préfecture de Nagano ;
- la préfecture de Niigata ;
- la préfecture de Shizuoka ;
- la préfecture de Toyama ;
- la préfecture de Yamanashi.

## Géographie

Le mont Fuji.

Cette région occupe la partie la plus large de l'île de Honshū. Traversée par les Alpes japonaises, elle est caractérisée par son relief montagneux.
Située au centre de l'île de Honshu, la région des monts Shirane et Nantai est très prisée des Japonais qui viennent y prendre les eaux et se détendre dans les stations thermales (onsen) avoisinantes.
La région du Chūbu se décompose en trois entités distinctes :
- la région de Hokuriku, une bande côtière sur la mer du Japon, au nord-ouest, qui est une région de production de riz (Toyama, Ishikawa et Fukui) ;
- la région de Kōshinetsu, comprenant une partie montagneuse à l'intérieur des terres (les « hautes terres centrales », ou Chūō Kōchi, à savoir Nagano et Yamanashi) et sur la côte de la mer du Japon, au nord-est (Niigata) ; on parle simplement de Shinetsu si on y enlève la préfecture de Yamanashi, et de Koshin lorsqu'on y retire au contraire la préfecture de Niigata (ensemble aussi appelé Chūō Kōchi, en y ajoutant parfois certaines régions de la préfecture de Gifu) ;
- la région de Tōkai, au sud, un corridor étroit sur la côte pacifique.

La région du Chūbu comprend les villes de Nagoya, Niigata et Nagano. Son relief montagneux que domine le mont Fuji héberge de nombreuses stations de ski.

## Transports
La région est desservie par l'aéroport international du Chūbu ainsi que par l'aéroport de Nagoya. Pour ce qui est des transports terrestres, le Chūbu est irrigué par les réseaux autoroutier et ferroviaire (Shinkansen). Des liaisons par ferries existent également depuis Nagoya et Niigata vers Hokkaidō assurées par les compagnies Taiheiyō Ferry et Shin Nihonkai Ferry.